# 四维速度
本条目中，向量與标量分別用粗體與斜體顯示。例如，位置向量通常用 {\displaystyle \mathbf {r} \,\!} 表示；而其大小則用 {\displaystyle r\,\!} 來表示。
四维速度（英語：Four-velocity）是指物理学中，特别是狭义相对论和广义相对论中，一个物体的四维速度是取代经典意义上的速度（三维矢量）的四维矢量（四维时空中的矢量）。选取四维速度的原因是四维速度在洛伦兹变换下是协变的，而三维速度不是；换句话说，这么选取可以使光速在任意惯性系下保持不变。
相对论理论中一个事件是在四维时空内的坐标描述的，一个物体在时空中运动产生的轨迹曲线是通过固有时这个参数实现参数化的，而这条曲线称作世界线。四维速度是一维时间与三维空间坐标对固有时的改变率所构成的矢量，同时也是世界线的切向矢量。
作为比较，在经典力学中事件是通过它们在每一时刻上在三维空间中的坐标描述的，它们在三维空间中的轨迹是通过时间这个参数实现参数化的。经典速度是三维空间坐标对时间的改变率所构成的矢量，同时也是轨迹的切向矢量。
在狭义相对论的框架中，四维速度的大小（模）总是和光速的大小相等。

## 经典力学的情形
在经典力学中一个物体在三维空间中的运动路径由其在三维空间中的坐标函数{\displaystyle x^{i}(t),\;i\in \{1,2,3\}}决定，这些坐标函数都是绝对时间{\displaystyle t\,}的函数：
{\displaystyle \mathbf {x} =x^{i}(t)={\begin{bmatrix}x^{1}(t)\\x^{2}(t)\\x^{3}(t)\\\end{bmatrix}}}
其中{\displaystyle x^{i}(t)}表示的是在{\displaystyle t\,}时刻的三个空间位置。
在任意一点{\displaystyle p\,}，经典速度{\displaystyle {\mathbf {u} }}（沿此点的切线方向）的定義为
{\displaystyle {\mathbf {u} }\equiv {\mathrm {d} \mathbf {x}  \over \mathrm {d} t}}
因此其分量為
{\displaystyle {\mathbf {u} }=(u^{1},u^{2},u^{3})={\mathrm {d} x^{i} \over \mathrm {d} t}=\left({\frac {\mathrm {d} x^{1}}{\mathrm {d} t}}\;,{\frac {\mathrm {d} x^{2}}{\mathrm {d} t}}\;,{\frac {\mathrm {d} x^{3}}{\mathrm {d} t}}\right)}
这里的导数都是在{\displaystyle p\,}点处定义的，因而它们实际是两个毗邻位置间的距离{\displaystyle \mathrm {d} x^{a}}对对应时间间隔{\displaystyle \mathrm {d} t}的比值。

## 相对论的情形
在爱因斯坦的相对论中，一个物体对某个特定参考系的运动轨迹是由四维坐标函数{\displaystyle x^{\mu }(\tau ),\;\mu \in \{0,1,2,3\}}（其中{\displaystyle x^{0}}表示时间坐标乘以光速c）决定的，每个函数都依赖于固有时{\displaystyle \tau }。
{\displaystyle \mathbf {X} =x^{\mu }(\tau )={\begin{bmatrix}x^{0}(\tau )\\x^{1}(\tau )\\x^{2}(\tau )\\x^{3}(\tau )\\\end{bmatrix}}={\begin{bmatrix}ct\\x^{1}(t)\\x^{2}(t)\\x^{3}(t)\\\end{bmatrix}}}

### 时间膨胀
从时间膨胀中我们得知
{\displaystyle t=\gamma \tau \,}
其中{\displaystyle \gamma }是洛伦兹因子，定义为
{\displaystyle \gamma ={\frac {1}{\sqrt {1-{\frac {u^{2}}{c^{2}}}}}}}
而{\displaystyle u\,}是经典速度矢量的欧几里德模：
{\displaystyle u=||\mathbf {u} ||={\sqrt {(u^{1})^{2}+(u^{2})^{2}+(u^{3})^{2}}}}.

### 四维速度的定义
一个四维速度是对应世界线的四维切向矢量，四维速度的世界线{\displaystyle \mathbf {X} (\tau )}定义为
{\displaystyle \mathbf {U} ={\frac {\mathrm {d} \mathbf {X} }{\mathrm {d} \tau }}}
其中{\displaystyle \tau \,}是原時。
由於光速在任意慣性系下保持不變，無法找到光子靜止的慣性系，因此，對於光子而言，{\displaystyle \mathrm {d} \tau =0}，四維速度不具良好定義。:49

### 四维速度的分量
时间{\displaystyle t\,}和坐标{\displaystyle x^{0}}间的关系为
{\displaystyle x^{0}=ct=c\gamma \tau \,}
{\displaystyle x^{0}}对固有时{\displaystyle \tau \,}求导数，可得四维速度{\displaystyle U^{\mu }\,}在{\displaystyle \mu =0\,}的分量：
{\displaystyle U^{0}={\frac {\mathrm {d} x^{0}}{\mathrm {d} \tau \;}}=c\gamma }
至於空間分量方面，即{\displaystyle \mu =i=}1, 2, 3，根据链式法则求導數，可得固有速度w = Ui：
{\displaystyle U^{i}={\frac {\mathrm {d} x^{i}}{\mathrm {d} \tau }}={\frac {\mathrm {d} x^{i}}{\mathrm {d} x^{0}}}{\frac {\mathrm {d} x^{0}}{\mathrm {d} \tau }}={\frac {\mathrm {d} x^{i}}{\mathrm {d} x^{0}}}c\gamma ={\frac {\mathrm {d} x^{i}}{\mathrm {d} (ct)}}c\gamma ={1 \over c}{\frac {\mathrm {d} x^{i}}{\mathrm {d} t}}c\gamma =\gamma {\frac {\mathrm {d} x^{i}}{\mathrm {d} t}}=\gamma u^{i}}
這裡我們使用到古典力學中的速度定義：
{\displaystyle \mathbf {u} =u^{i}={dx^{i} \over dt}}
因此四维速度{\displaystyle U}與光速c及古典速度u的關係為
{\displaystyle U=\gamma \left(c,\mathbf {u} \right)}

### 四维速度和加速度
四维加速度定义为四维速度對原時的微分：
{\displaystyle A^{\mu }={\frac {dU^{\mu }}{d\tau }}}
因为{\displaystyle U^{\mu }U_{\mu }=-c^{2}\,}为常數，所以它微分为0：
{\displaystyle 0={\frac {d}{d\tau }}(U^{\mu }U_{\mu })=2U_{\mu }{\frac {dU^{\mu }}{d\tau }}}
因此得到以下四维速度和加速度的关系：
{\displaystyle U_{\mu }A^{\mu }=0\,}